# Puntstaartwormhagedissen
Puntstaartwormhagedissen (Trogonophidae) zijn een familie van reptielen uit de onderorde wormhagedissen (Amphisbaenia).

## Naam en indeling
De wetenschappelijke naam van de groep werd voor het eerst voorgesteld door John Edward Gray in 1865. Er zijn zes verschillende soorten in vier geslachten. Drie van de vier geslachten zijn monotypisch en worden slechts vertegenwoordigd door een enkele soort. De puntstaartwormhagedissen worden beschouwd als een wellicht zeer oude familie.

### Geslachten
De familie omvat de volgende geslachten, met de auteur en het verspreidingsgebied.
| Naam         | Auteur         | Verspreidingsgebied                                                                                  |
| ------------ | -------------- | --- |
| Agamodon     | Peters, 1882   | Afrika en delen van het Arabisch Schiereiland; Jemen, Somalië                                        |
| Diplometopon | Nikolsky, 1907 | Arabisch Schiereiland; Irak, Iran, Koeweit, Oman, Qatar, Saoedi-Arabië, Verenigde Arabische Emiraten |
| Pachycalamus | Günther, 1881  | Arabisch Schiereiland; Jemen                                                                         |
| Trogonophis  | Kaup, 1830     | Afrika; Algerije, Marokko, Tunesië                                                                   |

## Uiterlijke kenmerken
Puntstaartwormhagedissen onderscheiden zich van andere families door de acrodonte gebitsvorm waarbij de tanden op de kaakranden staan en niet aan de binnenzijde van de kaakranden wat pleurodont wordt genoemd. De soorten blijven vrij klein en hebben een ovale tot driehoekige dwarsdoorsnede. De staart is naar onderen gekromd.

## Verspreiding en habitat
De verschillende soorten komen voor in  delen van Afrika en het Arabisch Schiereiland en leven in de landen Algerije, Irak, Iran, Jemen, Koeweit, Marokko, Oman, Qatar, Saoedi-Arabië, Somalië, Tunesië en de Verenigde Arabische Emiraten.